# Hôtel de Montcalm
Ne doit pas être confondu avec Hôtel Montcalm.
L’hôtel de Montcalm est un hôtel particulier situé à Montpellier, dans le département de l'Hérault.

## Histoire

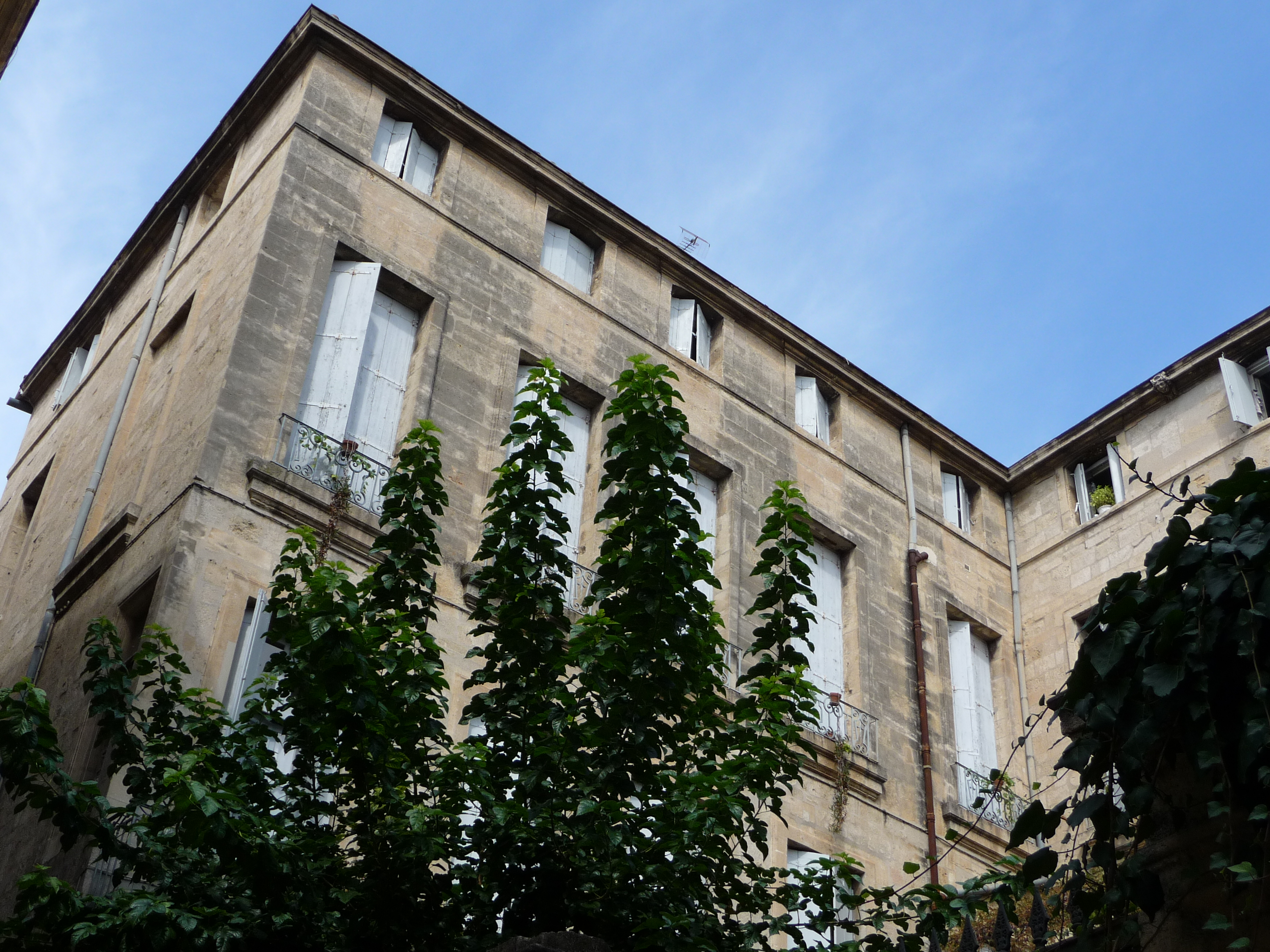
Façade extérieure

Ce bâtiment fait l’objet d’un inscription au titre des monuments historiques depuis le 16 octobre 1944.